# Klawdija Michailowna Gadjutschkina
Klawdija Michailowna Gadjutschkina, geborene Krotowa, (* 5. Dezember 1910 in Norskoje, Oblast Jaroslawl, Russisches Kaiserreich) ist eine russische Supercentenarian. Sie ist seit dem 12. November 2022 die älteste in Russland lebende Person.

## Leben
Klawdija Gadjutschkina wuchs als Tochter von Michail Krotow und Jewlampija Krotowa († 1921) gemeinsam mit einer älteren Schwester in eher ärmlichen Verhältnissen auf einem Bauernhof in dem Dorf Norskoje in der Oblast Jaroslawl auf. Mit 15 Jahren verließ sie die Schule und arbeitete fortan in der Landwirtschaft. Nach dem Zweiten Weltkrieg arbeitete sie als Weberin und später als Reinigungskraft in verschiedenen Firmen. Im Jahr 1928 heiratete sie einen Landwirt (* 1907). Aus der Ehe gingen eine Tochter (* 1928) und zwei Söhne (* 1942; * 1945) hervor. In den 1930er-Jahren erlitt sie zudem zwei Fehlgeburten. Ihr Ehemann starb im Jahr 1956 im Alter von 49 Jahren an den Spätfolgen zahlreicher Verletzungen, die er als Soldat im Deutsch-Sowjetischen Krieg erlitt. Sie hat sechs Enkelkinder, acht Urenkelkinder und drei Ururenkelkinder.
Klawdija Gadjutschkina ging Anfang der 1970er-Jahre in den Ruhestand. Sie lebt seit 1978 in ihrer Wohnung in Jaroslawl. Bis ins hohe Alter von über 90 Jahren konnte sie noch ohne Gehhilfe laufen und ohne Brille lesen. Bis zu ihrem 107. Lebensjahr führte sie ihren Haushalt noch weitestgehend eigenständig. Inzwischen wird sie in regelmäßigen Abständen von ihren Verwandten und von einem Pflegedienst umsorgt. Sie ist auf einen Rollstuhl angewiesen und trägt ein Hörgerät. Mit ihrem 110. Geburtstag am 5. Dezember 2020 wurde sie zur Supercentenarian. Laut eigener Aussage erhält sie seitdem jährlich zu ihren Geburtstagen ein Glückwunsch-Telegramm vom Staatspräsidenten Wladimir Putin. Seit dem Tod von Nina Chagelishvili im Alter von 113 Jahren am 12. November 2022 ist Gadjutschkina die älteste in Russland lebende Person. Aktuell ist sie 114 Jahre und 194 Tage alt. 